# Thecla autolycus
Thecla autolycus är en fjärilsart som beskrevs av Edwards 1871. Thecla autolycus ingår i släktet Thecla och familjen juvelvingar. Inga underarter finns listade i Catalogue of Life.